# Hidros (mitologia)
A la mitologia grega, Hidros era el déu primordial de l'aigua, de la mateixa manera que Tesis era la deessa primordial de la creació. En alguna Teogonia Hidros era essencialment idèntic a  Ocèan, el riu que envoltava la Terra, com Tesis respecte a  Tetis.
No va tenir progenitors: va sorgir al començament de l'Univers.